# 니카이도촌
니카이도촌(二階堂村)은 나라현 북서부, 야마베군에 속했던 촌이다. 현재는 덴리시 서부, 긴테쓰  덴리선 연선이다.

## 역사
- 1889년 4월 1일 - 정촌제 시행에 의해 야마베군 니카이도촌이 성립하였다.
- 1954년 3월 3일 - 단바이치정, 후쿠스미촌, 아사와촌, 시키군 야나기모토정과 신설합병해, 덴리시가 성립하여, 동일 니카이도촌은 소멸하였다.

## 교통

### 철도
- 긴키 닛폰 철도
  - 덴리선

### 도로
- 지정 현도 다와라모토 우에노선(현・국도 25호)